# Хансен, Ане
А́не Хо́канссон Ха́нсен (дат. Ane Håkansson Hansen; род. 3 октября 1975, Копенгаген) — датская кёрлингистка.
В составе женской сборной Дании участница зимних Олимпийских игр 2010 года (команда Дании заняла пятое место); участник трёх чемпионатов мира среди женщин (лучший результат — серебряные призёры в 2007), трёх чемпионатов Европы  (лучший результат — бронзовые призёры в 2008, 2009). Четырёхкратная чемпионка Дании среди женщин. В составе смешанной сборной Дании участник чемпионата Европы среди смешанных команд 2010 (заняли восьмое место). В составе юниорской женской сборной Дании участник трёх чемпионатов мира (лучший результат — шестое место в 1997). Двукратная чемпионка Дании среди юниоров.
В «классическом» кёрлинге (команда из четырёх человек одного пола) играет в основном на позиции второго.

## Достижения
- Чемпионат мира по кёрлингу среди женщин: серебро (2007); бронза (2009).
- Чемпионат Европы по кёрлингу: бронза (2008, 2009).
- Чемпионат Дании по кёрлингу среди женщин: золото (2004, 2007, 2008, 2009).
- Чемпионат Дании по кёрлингу среди юниоров: золото (1996, 1997).

## Команды
| Сезон                                          | Четвёртый            | Третий           | Второй               | Первый             | Запасной                                                               | Турниры                       |
| ---------------------------------------------- | -------------------- | ---------------- | -------------------- | ------------------ | ---------------------------------------------------------------------- | ----------------------------- |
| 1994—95                                        | Kamilla Schack       | Birgitte Knudsen | Margit Ziegler       | Ане Хансен         |                                                                        | ЧМЮ 1995 (9 место)            |
| 1995—96                                        | Kamilla Schack       | Birgitte Knudsen | Ане Хоканссон Хансен | Камилла Йенсен     |                                                                        | ЧДЮ 1996 · ЧМЮ 1996 (7 место) |
| 1996—97                                        | Ане Хоканссон Хансен | Trine Kronholm   | Камилла Йенсен       | Maria Christiansen | Iben Styr                                                              | ЧДЮ 1997 · ЧМЮ 1997 (6 место) |
| 2003—04                                        | Ангелина Йенсен      | Камилла Йенсен   | Шарлотта Хедегор     | Ане Хансен         |                                                                        | ЧДЖ 2004                      |
| 2006—07                                        | Мадлен Дюпон         | Камилла Йенсен   | Дениз Дюпон          | Ангелина Йенсен    | Ане Хансен тренер: Kjell-Arne Olsson                                   | ЧДЖ 2007 · ЧМ 2007            |
| 2007—08                                        | Мадлен Дюпон         | Камилла Йенсен   | Дениз Дюпон          | Ангелина Йенсен    | Ане Хансен тренер: Kjell-Arne Olsson                                   | ЧДЖ 2008 · ЧМ 2008 (5 место)  |
| 2008—09                                        | Мадлен Дюпон         | Дениз Дюпон      | Ангелина Йенсен      | Камилла Йенсен     | Ане Хансен тренер: Kjell-Arne Olsson                                   | ЧЕ 2008                       |
| 2008—09                                        | Мадлен Дюпон         | Камилла Йенсен   | Дениз Дюпон          | Ангелина Йенсен    | Ане Хансен тренер: Kjell-Arne Olsson                                   | ЧДЖ 2009 · ЧМ 2009            |
| 2009—10                                        | Мадлен Дюпон         | Дениз Дюпон      | Ангелина Йенсен      | Камилла Йенсен     | Ане Хансен тренеры: Kjell-Arne Olsson (ЧЕ, ЗОИ), Рене Зонненберг (ЗОИ) | ЧЕ 2009 · ЗОИ 2010 (5 место)  |
| 2012—13                                        | Лене Нильсен         | Хелле Симонсен   | Янне Эллегорд        | Мария Поульсен     | Ане Хансен тренеры: Лассе Лаурсен, Jakob Hansen                        | ЧЕ 2012 (4 место)             |
| 2012—13                                        | Ангелина Йенсен      | Камилла Йенсен   | Ане Хансен           | Ивана Братич       |                                                                        | ЧДЖ 2013                      |
| 2013—14                                        | Ангелина Йенсен      | Камилла Йенсен   | Ане Хансен           | Ивана Братич       |                                                                        | ЧДЖ 2014                      |
| 2017—18                                        | Ангелина Йенсен      | Камилла Йенсен   | Метте де Неергор     | Кристин Свенсен    | Ане Хансен                                                             | [ 7 ]                         |
| Кёрлинг среди смешанных команд (mixed curling) |                      |                  |                      |                    |                                                                        |                               |
| 2010—11                                        | Джоэл Островски      | Камилла Йенсен   | Søren Jensen         | Ане Хансен         |                                                                        | ЧЕСК 2010 (8 место)           |

(скипы выделены полужирным шрифтом)

## Частная жизнь
Получила степень доктора философии на Факультете диетологии, физкультуры и спорта Копенгагенского университета.